# Fantazmaty

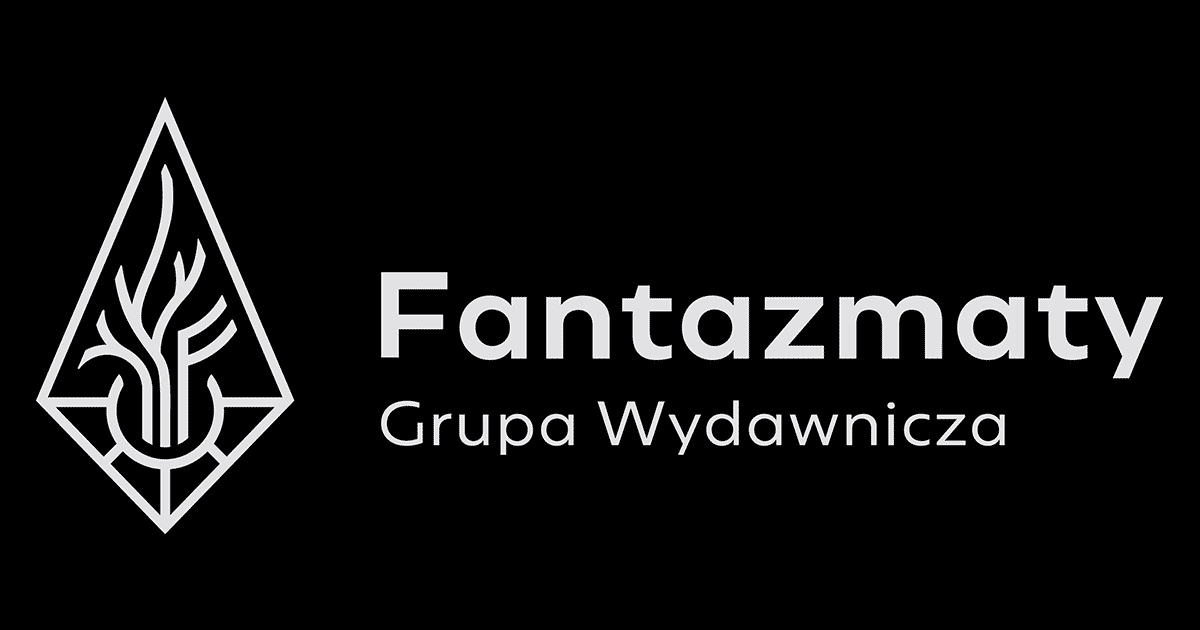
Logo Fantazmatów

Grupa Wydawnicza Fantazmaty – jeden z największych fanowskich projektów wydawniczych non-profit w Polsce, którego założycielem jest Dawid Wiktorski. Fantazmaty wydają profesjonalnie przygotowane, darmowe e-antologie fantastyczne i kryminalne. Grupa zrzesza obecnie 150 osób: recenzentów, redaktorów, korektorów, weryfikatorów, tłumaczy, grafików, składaczy, specjalistów ds. promocji, ilustratorów, lektorów i programistów. Wydała ponad 20 antologii, w tym przekłady.

## Historia
Początkowo (2017 rok) projekt tworzyło kilkanaście osób, które planowały wydanie jednej antologii. Tylko część z nich miała zawodowe doświadczenie w branży wydawniczej i do dzisiaj wielu z twórców projektu to amatorzy, miłośnicy fantastyki szkolący się pod okiem bardziej doświadczonych członków grupy. Fantazmaty 1 i 2 okazały się na tyle dużym sukcesem, że projekt zyskał czytelników i nowych członków, a grupa postanowiła zorganizować kolejne nabory i konkursy.
Projekt od początku zakładał wydawanie dobrej, głównie polskiej fantastyki i umożliwienie debiutantom prezentacji swoich utworów obok opowiadań bardziej doświadczonych twórców, zapraszanych do poszczególnych antologii. W Fantazmatach opublikowano teksty m.in. Agnieszki Hałas, Pawła Majki, Jerzego Rzymowskiego, Agnieszki Sudomir, Wojciecha Guni, Anny Hrycyszyn, Marka Zychli.
Wkrótce do projektu dołączyli lektorzy i Fantazmaty zaczęły tworzyć audiobooki. Na ich stronie pojawiły się również poradniki dla piszących, dotyczące np. zapisu dialogów czy formatowania tekstów. Otwarto nabory na krótkie i długie formy, powieści oraz zbiory; grupa sporadycznie podejmuje się również wydawania antologii z odrębnych konkursów czy projektów, które z różnych przyczyn nie doczekały się tego inną drogą (np. Kryształowe Smoki). W 2020 roku Fantazmaty wydały pierwszy tłumaczony zbiór opowiadań, Sępom na pożarcie Bernharda Jaumanna. Plan wydawniczy grupy urósł do tego stopnia, że niektóre nabory zawieszono. Twórcy projektu angażują się w konwenty fantastyczne, na których razem z opublikowanymi autorami występują w panelach dyskusyjnych, a także z prelekcjami i pokazami redakcji na żywo (Warsaw Comic Con 2018, Imladris 2019, Kapitularz 2019, Opolcon 2019, Pasja MiniCon 2019).
W 2020 roku opowiadania Krzysztofa Matkowskiego z antologii Dragoneza oraz Umieranie to parszywa robota zostały nominowane do Nagrody im. Janusza A. Zajdla. W 2021 roku opowiadanie Krzysztofa Rewiuka AI z antologii Zbrodnia doskonała także zostało nominowane do Nagrody Zajdla.

## Wydane antologie
2018:
- Fantazmaty 1
- Fantazmaty 2
- Opowieści niesamowite (Marcin Rusnak)
- nanoFantazje 1.0

2019:
- Dragoneza
- Ja, legenda
- Umieranie to parszywa robota

2020:
- nanoFantazje 2.0
- Sępom na pożarcie (Berhard Jaumann)
- Kryształowe Smoki 2019
- Zbrodnia doskonała

2021:
- Raz jeszcze w wyłom

2022:
- Gdy ziemia miała nas dość
- Światła na niebie

2023:
- Bogowie i pielgrzymi (Marcin Moń)
- Fantazmaty 3
- Machine de Pologne (Andrzej W. Sawicki)
- Ekstrakty
- nanoFantazje 3.0

2024:
- Na zawsze, do jutra, już nigdy
- Na zgliszczach
- Ekstrakty tom 2
- Kocha, lubi, zgubi
- Gastronomicon
- Fantazmaty 4

2025:
- Technofobie